# Eskilstuna United DFF
Eskilstuna United DFF er en fodboldklub for kvinder, baseret i Eskilstuna, i Södermanlands län, Sverige. Klubben blev etableret i 2002 og rykkede op i Damallsvenskan for første gang i 2014. I 2016 endte holdet på en tredjeplads.
Klubben spiller deres hjemmekampe på Tunavallen i Eskilstuna. Holdets farver og blåt og hvidt. Klubben er en del af Södermanlands Fotbollförbund.